# Sheikh Zayed Book Award
Lo Sheikh Zayed Book Award (in arabo جائزة الشيخ زايد للكتاب‎?) è un riconoscimento attribuito annualmente a scrittori, intellettuali e editori che con le loro opere hanno arricchito il mondo arabo.
Istituito nel 2006 in memoria di Zayed bin Sultan Al Nahyan, Presidente degli Emirati Arabi Uniti dal 1971 al 2004, riconosce a ciascun vincitore una medaglia d'oro, un attestato di merito e un premio in denaro di 750.000 dirham.
Organizzato dall'Abu Dhabi Arabic Language Centre facente parte del Ministero della Cultura e del Turismo di Abu Dhabi, è suddiviso in 9 categorie: letteratura, pubblicazione e tecnologia, giovane autore, traduzione, contributo allo sviluppo delle nazioni, cultura araba in altre lingue, letteratura per ragazzi, critica letteraria e artistica e revisione di manoscritti arabi.

## Albo d'oro
2007
- Personalità culturale dell'anno: Denys Johnson-Davies
- Letteratura: Wacini Laredj, The Prince and the Passage of the Iron Doors
- Belle arti: Tharwat Ukhasha, The Indian Art
- Traduzione: Georges Zinaty, Althat a'inha Ka'khr
- Contributo allo sviluppo delle nazioni: Bashir Mohamed Al-Khadra, The Prophetic – Caliphate Pattern in the Arab Political Leadership and Democracy
- Giovane autore: Mahmoud Zein Al-Abedeen, Architecture of the Ottoman Mosques
- Letteratura per ragazzi: Mohammed Ali Ahmad, A Journey on Paper

2008
- Personalità culturale dell'anno: Mohamed Benaissa
- Letteratura: Ibrahim al Kouni, Call of What Was Far
- Belle arti: Rifat Chadirji, Dialectics and Causality of Architecture
- Traduzione: Faiz Assayagh, Sociology
- Giovane autore: Mohamed Saadi, The Future of International Relations
- Pubblicazione e distribuzione: Emirates Centre for Scientific Research and Studies
- Letteratura per bambini: Huda Al-Shawwa Qadoumi, The Journey of Birds: To Qaf Mountain

2009
- Letteratura: Gamal Ghitani, Ren
- Belle arti: Maher Rady, Thought of Light
- Traduzione: Sa'ad Abdulaziz Maslouh, Translation Theory: Contemporary Trends
- Contributo allo sviluppo delle nazioni: Baqer Salman Al Najjar, The Strenuous Democracy in the Arabian Gulf
- Giovane autore: Youcef Oghlici, The Intricacy of Terminology in the New Arab Discourse
- Pubblicazione e distribuzione: Dar Al Masriah Al Lubnaniah

2010
- Personalità culturale dell'anno: Khalid bin Mohammed Al Qasimi
- Miglior contributo allo sviluppo del paese: Ammar AM Hasan, The Political Establishment of Sufism in Egypt
- Giovane autore: Mohammad Al Mallakh, Time in Arabic Language: Its Linguistic Structure and Significance
- Traduzione: Albert Habib Mutlaq, The Animal Encyclopedia
- Belle arti: Iyad Al Husseini, The Art of Design
- Letteratura per bambini: Qais Sedki, Gold Ring
- Pubblicazione e distribuzione: Nahdet Misr Publishing and Printing
- Letteratura: Hafnaoui Baali, Comparative Cultural Criticism- an Introduction

2011
- Personalità culturale dell'anno: Xhong Jikun
- Contributo allo sviluppo delle nazioni: Abdul Raouf Sinno, Harb Lubnan 1975–1990
- Letteratura: Mohammad Miftah, Mafaheem Muwasa'a Li Nazaryah Shi'ryah
- Traduzione: Mohammad Ziyad Kibbeh, Al Tharwah wa lqtisad Al Ma'rifah
- Letteratura per bambini: Alaf Tabbalah, Al Bayt Wal Nakhlah

2012
- Personalità culturale dell'anno: UNESCO
- Belle Arti: Shaker Abdel-Hamid, Art and Eccentrics
- Traduzione: Mohamed Habib Marzouki Afkar Mumahhida li 'ilm al-ẓahiriyyat al-khalis wa lil falsafah al-ẓahiriyyatiyyah
- Giovane autore: Layla Al Obaidi, Al Fakh in Islam ("Humor in Islam")
- Pubblicazione e distribuzione: Brill Publishers
- Miglior Tecnologia nel Campo della Cultura: Paju Bookcity
- Letteratura per bambini: Abdo Wazen, The Boy Who Saw the Color of Air

2013
- Personalità culturale dell'anno: Ahmad al-Tayyib (Egitto)
- Cultura araba in lingue non arabe: Marina Warner (Regno Unito), Stranger Magic: Charmed States and the Arabian Nights
- Traduzione: Fathi Meskini (Tunisia), Being and Time (dall'originale tedesco di Martin Heidegger)
- Critica letteraria e artistica: Abdullah Ibrahim (Iraq), Al Takhayol Al Tarikhi (Historic Visualization)
- Pubblicazione e Tecnologie Culturali: National Council for Culture, Arts and Literature, Kuwait
- Miglior Contributo allo Sviluppo del Paese: Elizabeth Kassab (Libano), Contemporary Arab Thought (Arabo: Al Fikr al 'arabi al Mu'aser)
- Giovane Autore: Adil Hadjami (Marocco), Falsafat Jeel Deleuze ("Deleuze philosophy on Existentialism and Difference")

2014
- Personalità culturale dell'anno: Abd Allah dell'Arabia Saudita, Sovrano del Regno dell'Arabia Saudita
- Contributo allo sviluppo delle nazioni: Saeed Abdullah Al Soyan per il suo studio "The Epic of Human Evolution"
- Letteratura per bambini: Jawdat Fakhr Eldine per il suo libro "Thirty Poems for Children"
- Giovane Autore: Rami Abu Shihab per il suo libro "Permanence and Deception: Post-Colonial Discourse in the Contemporary Arab Criticism"
- Traduzione: Mohammed Al Tahir Al Mansouri (Tunisia) per la traduzione del libro "Housing the Stranger in the Mediterranean World"
- Letteratura: Abdel Rasheed Mahmoudi (Egitto) per il suo romanzo "After Coffee"
- Critica letteraria e artistica: (nessun premio)
- Cultura araba in altre lingue: Mario Liverani (Italia) per il suo libro "Imagining Babylon"
- Pubblicazione e Tecnologia: Arab Foundation "House of Wisdom", dalla Tunisia

2015
- Personalità culturale dell'anno: Mohammed bin Rashid Al Maktum
- Contributo allo sviluppo delle nazioni: Nessun premio
- Letteratura per bambini: (nessun premio)
- Giovane Autore: (nessun premio)
- Traduzione: Hanawa Haruo (Giappone) per la traduzione della Trilogia del Cairo di Naguib Mahfouz in arabo
- Letteratura: Osama Alaysa (Palestina) per il suo romanzo Majaneen bait lahem ("I pazzi di Betlemme")
- Critica letteraria e artistica: Nessun premio
- Cultura araba in altre lingue: Sugita Hideaki (Giappone) per Arabian-Naito to Nihon-Jin ("Le mille e una notte e i giapponesi")
- Pubblicazione e Tecnologia: Arab Scientific Publishers Inc. (Libano)

2016
- Personalità culturale dell'anno: Amin Maalouf
- Letteratura per bambini: (nessun premio)
- Giovane Autore: (nessun premio)
- Contributo allo sviluppo delle nazioni: Jamal Sanad Al-Suwaidi (Emirati Arabi Uniti) per Al-Sarab (Il Miraggio)
- Traduzione: Keyan Yahya (Iraq) per la traduzione de The Meaning of Meaning di Ogden e Richards
- Letteratura: Ibrahim Abdelmeguid (Egitto) per Ma Wara’a al-Kitaba (Oltre la Scrittura)
- Critica letteraria e artistica: Said Yaktine per Al-Fikr al-Adabi al-‘Arabi (Il Pensiero Letterario Arabo)
- Cultura araba in altre lingue: Roshdi Rashed (Egitto) per Angles et Grandeur
- Pubblicazione e Tecnologia: Dar Al-Saqi, casa editrice di Londra

2017
- Personalità culturale dell'anno: Abdallah Laroui
- Letteratura per bambini: Lateefa Buti (Kuwait) per Bila qubba’a (Senza cappello)
- Giovane Autore: (nessun premio)
- Contributo allo sviluppo delle nazioni: Mohammad Chahrour (Siria) per Al Islam wal Insan (L'Islam e l'Essere Umano)
- Traduzione: Ziad Bou Akl (Libano/Francia) per la traduzione dall'arabo al francese di Ibn Rushd, Al-Darûrî fî usûl al-fiqh (Averroè: Il Filosofo e la Legge)
- Letteratura: Abbas Beydoun (Libano) per Khareef al Bara’a (L'Autunno dell'Innocenza)
- Critica letteraria e artistica: Said Al Ghanimi (Iraq/Australia) per Fā‘iliyyat al-Khayāl al-Adabī (La Validità della Narrativa Letteraria)
- Cultura araba in altre lingue: David Wirmer per Vom Denken der Natur zur Natur des Denkens
- Pubblicazione e Tecnologia: Kalimat Group, Sharjah, UAE

2018
- Cultura araba in altre lingue: Dag Nikolaus Hasse
- Letteratura: Khalil Sweileh
- Letteratura per bambini: Hessa Al Muhairi
- Critica letteraria e artistica: Mohamed Mechbal
- Traduzione: Naji Al 'Awnali
- Pubblicazione e Tecnologia: Dar Al Tanweer
- Personalità culturale dell'anno: Istituto del mondo arabo
- Giovane Autore: Ahmad Al Qarmalawy

2019
- Pubblicazione e Tecnologia: Il Centro Arabo per la Letteratura Geografica "Irtiyad al-Afaq"
- Personalità culturale dell'anno: Jaroslav Stetkevych & Suzanne Stetkevych
- Cultura araba in altre lingue: Philip Kennedy
- Letteratura per bambini: Hussain Al Mutawaa
- Critica letteraria e artistica: Charbel Dagher
- Letteratura: Bensalem Himmich
- Giovane Autore: Abderrazak Belagrouz

2020
- Personalità culturale dell'anno: Salma Khadra Jayyusi
- Cultura araba in altre lingue: Richard van Leeuwen
- Traduzione: Mohamed Ait Mihoub
- Letteratura per bambini: Ibtisam Barakat
- Giovane Autore: Hayder Qasim
- Pubblicazione e Tecnologia: Banipal
- Letteratura: Moncef Ouahibi

2021
- Cultura araba in altre lingue: Tahera Qutbuddin
- Letteratura per bambini: Mizouni Bannani
- Traduzione: Michael Cooperson
- Critica letteraria e artistica: Khelil Gouia
- Letteratura: Iman Mersal
- Contributo allo sviluppo delle nazioni: Saeed El-Masry
- Giovane Autore: Asma AlAhmadi
- Pubblicazione e Tecnologia: Dar Al Jadeed

2022
- Cultura araba in altre lingue: Muhsin Al-Musawi
- Letteratura per bambini: Maria Dadouch
- Traduzione: Ahmed Aladawi
- Critica letteraria e artistica: Mohamed Aldahi
- Letteratura: Maisoon Saqer
- Giovane Autore: Mohamed Al-Maztouri
- Pubblicazione e Tecnologia: Bibliotheca Alexandrina

2023
- Cultura araba in altre lingue: Mathieu Tillier[8]
- Traduzione: Ali Al Saadi
- Critica letteraria e artistica: Jalila bint Mohammed bin al-Mahjoub Tritar
- Letteratura: Ali Jaafar Al Allaq
- Giovane Autore: Said Khatibi
- Pubblicazione e Tecnologia: Dar ElAin Publishing

2024
- Cultura araba in altre lingue: Frank Griffel
- Traduzione: Ahmed Somai
- Contributo allo sviluppo delle nazioni: Khalifa Alromaithi
- Letteratura: Reem Bassiouney
- Giovane Autore: Houssem Eddine Chachia
- Pubblicazione e Tecnologia: Bayt Elhekma per Creative Industries
- Revisione di manoscritti arabi: Mustafa Said

2025
- Personalità culturale dell'anno: Haruki Murakami
- Cultura araba in altre lingue: Andrew Peacock: Arabic Literary Culture in Southeast Asia in the Seventeenth and Eighteenth Centuries
- Traduzione: Marco Di Branco[11]
- Contributo allo sviluppo delle nazioni: Mohammed Bechari: The Right to Strive: Perspectives on Muslim Women’s Rights
- Letteratura: Hodā Barakāt: Hind, or the Most Beautiful Woman in the World
- Letteratura per bambini: Latifa Labsir: The Phantom of Sabiba
- Critica letteraria e d'arte: Said Laouadi: Food and Language: Cultural Excavations in Arab Heritage
- Revisione di manoscritti arabi: Rasheed Alkhayoun